# Accareddu
Accareddu è un cognome di lingua sarda.

## Varianti
Acaredda, Acareddu.

## Origine e diffusione
Cognome tipicamente sardo, è presente prevalentemente a Bauladu, Bonarcado e Oristano.
Potrebbe derivare dal termine (v)accaru, "vaccaro" o costituire una variante del cognome Careddu.